# Ornex
Ornex es una comuna francesa del departamento de Ain, en la región de Auvernia-Ródano-Alpes. Pertenece a la comunidad de comunas del Pays de Gex.

## Geografía
Forma parte de la aglomeración urbana de Ginebra-Annemasse.

## Demografía
| 312 | 257 | 373 | 519 | 1 042 | 1 065 | 2 263 | 2 663 | 3 779 | 4 276 |
| Para los censos de 1962 a 1999 la población legal corresponde a la población sin duplicidades (Fuente: INSEE [Consultar]) |     |     |     |       |       |       |       |       |       |